# Pristipomoides filamentosus
Pristipomoides filamentosus is een straalvinnige vis uit de familie van snappers (Lutjanidae) en behoort derhalve tot de orde van baarsachtigen (Perciformes). De vis kan maximaal 100 cm lang en 8154 gram zwaar worden. De hoogst geregistreerde leeftijd 18 jaar. 

## Leefomgeving
Pristipomoides filamentosus is een zoutwatervis. De vis prefereert een diepwaterklimaat en heeft zich verspreid over de Grote en Indische Oceaan. De diepteverspreiding is 40 tot 400 m onder het wateroppervlak. 

## Relatie tot de mens
Pristipomoides filamentosus is voor de visserij van groot commercieel belang. In de hengelsport wordt er weinig op de vis gejaagd. 